# Острый перец

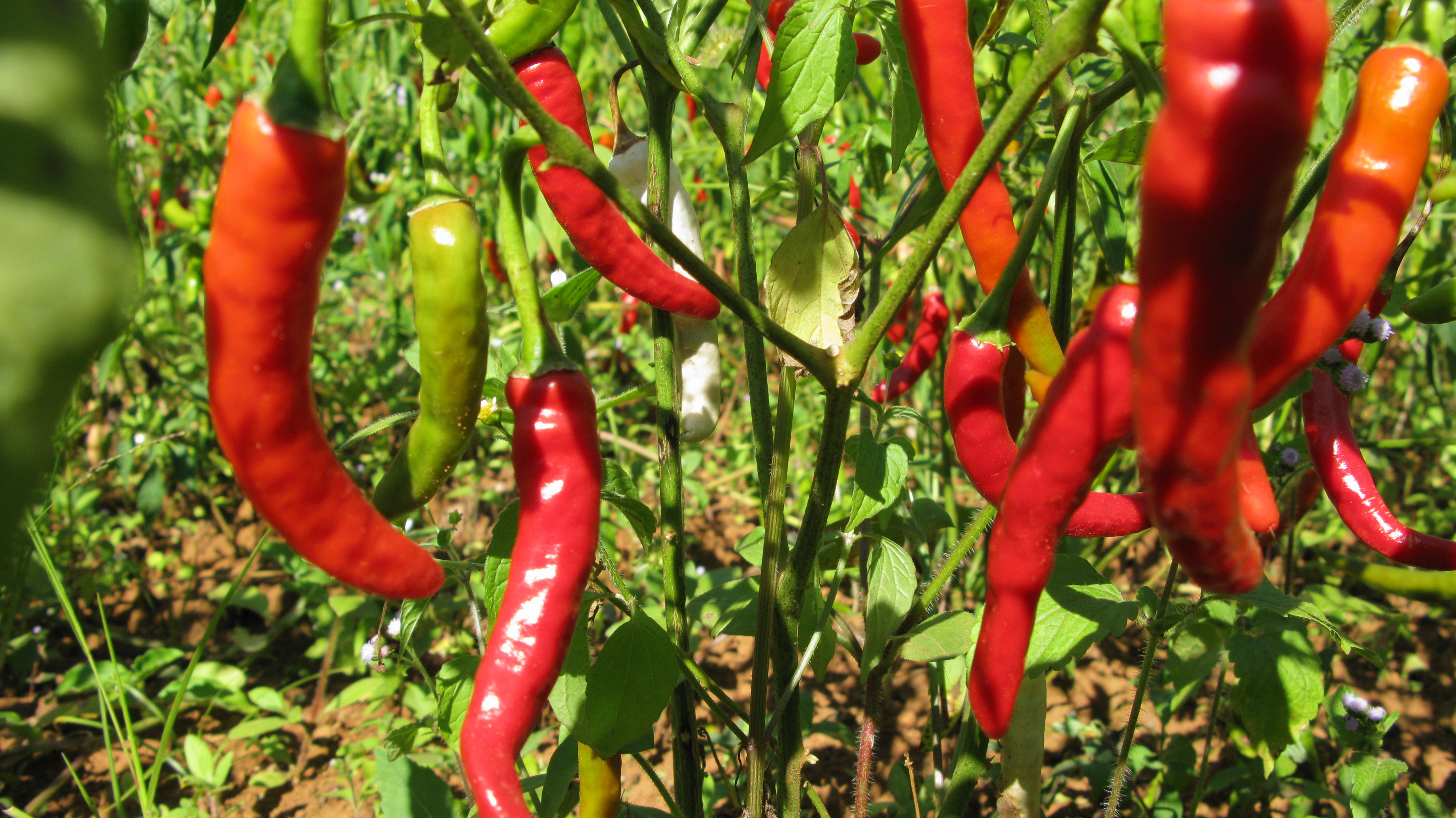
Перец чили

Кра́сный о́стрый пе́рец (пе́рец чи́ли) — свежие или высушенные плоды определённых сортов тропического полукустарника Capsicum annuum (syn. Capsicum frutescens); пряность, имеющая жгучий вкус.
Название перца чили в русском языке созвучно с названием страны Чили, однако это слово происходит от ацтекского «chilli», что означает «красный».

## Ботаническое описание
Растение высотой до 60 см с ветвистыми стеблями, эллиптическими листьями, крупными белыми или сероватыми с фиолетовыми пятнами цветками.
Плоды представляют собой ягоды с малосочным околоплодником от шаровидной до хоботовидной формы, от жёлтого и красного до чёрно-оливкового цвета.

## История
Родина этого растения — тропическая Америка. Как свидетельствуют находки в перуанских погребениях, его культивировали здесь ещё задолго до прибытия европейцев в Америку. Испанцы и португальцы, которые во время своих мореплаваний открыли эти специи для европейцев, назвали его «индианским». В настоящее время острый перец выращивают в большинстве стран, расположенных в тропиках, но больше всего — в Индии и Таиланде.

### Применение у ацтеков
Ацтекской богиней этого растения была Каушолотль, или Чантико.
В произведении «Общая история дел Новой Испании» (1547—1577 гг.) Бернардино де Саагун, опираясь на сведения ацтеков о свойствах растений, привёл различные сведения о красном перце чили. Они ели его на завтрак, обед и ужин.

## Свойства и применение

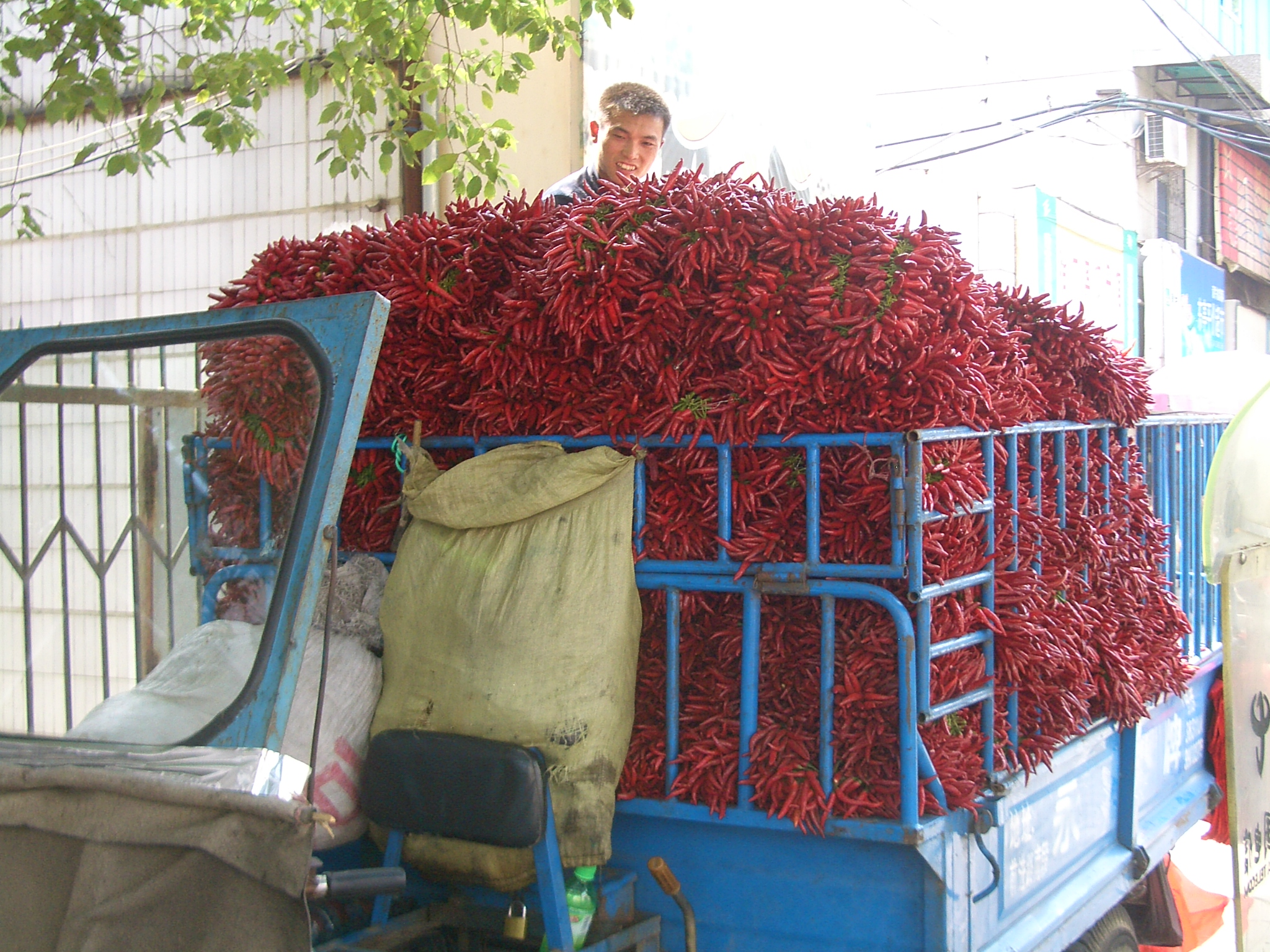
Торговля красным перцем вразвес на улицах города Ухань (Китай)

Красный перец обладает сильным пряным ароматом и вкусом от пряного до острого и даже очень жгучего (обусловлен содержанием фенольного соединения капсаицина (ванилиламид дециленовой кислоты), которого нет в сладком болгарском перце). Капсаицин содержится в семенах, прожилках и кожице плода.
Красный перец содержит большое количество витаминов А и С. Зелёный перец (неспелый красный перец) содержит значительно меньше этих витаминов. Кроме того, перец является хорошим источником витаминов группы B и, в частности, витамина B6. Красный перец богат также калием, магнием и железом. Кроме капсаицина, в плодах найдены 1,5 % эфирного масла, жирное масло.

### Меры предосторожности
Некоторые разновидности острого красного перца настолько жгучи, что одного прикосновения к ним достаточно, чтобы вызвать раздражение кожи. При их готовке рекомендуется использовать резиновые перчатки и ни в коем случае не касаться области глаз. Потом необходимо тщательно вымыть руки и посуду.
Если на коже появилось раздражение от сока перца чили, то пострадавший участок необходимо промыть под холодной водой и смазать растительным маслом.
Если вы нечаянно раскусили слишком острый перец чили, то не стоит запивать его водой — это не поможет. Чтобы погасить жжение, следует выпить молока, съесть несколько ложек йогурта или «перебить» остроту чем-то кислым (лимон, лайм и пр.).

### Способы приготовления
Красный перец очень часто используют в наборах пряностей, в сочетании с чесноком, кориандром, базиликом, чабером, порошком лаврового листа и др.
На вкус специи влияет способ обработки: перцы чили используют как в свежем, так и в сушёном виде.
Перец также применяют свежим в стручках (главным образом в овощных блюдах и соленьях) или в сухом виде (как в стручках, так и молотым). Молотый перец добавляют в соусы, заправку для салатов, кефиры, простокваши, мацони, им посыпают различные блюда, его добавляют в бульон, тушёное мясо, маринады. Целый перец кладут в борщи, супы (во время варки, а не в готовое блюдо).

#### Использование свежего перца чили
Семена и прожилки — это самая острая часть перца, поэтому если есть необходимость снизить остроту блюда, то их удаляют.
Если кожица перцев слишком толстая, то её тоже желательно убрать. Маленькие плоды обжаривают на предварительно разогретой сковородке, переворачивая их, пока они не потемнеют и не размякнут.
Также перцы можно опалить на газовой конфорке или запечь на сильном огне в духовке. Когда перцы почернеют, их кладут в пластиковый пакет или миску, закрытую пищевой плёнкой, и оставляют на 15 минут. После этого кожица легко отходит, и её легко можно снять руками.

#### Заморозка перца чили
Обжаренные перцы чили можно замораживать. При этом снимать кожицу необязательно — она сама отходит во время разморозки.
Чтобы заморозить свежие перцы чили, их опускают в кипящую воду на 3 минуты, откидывают на дуршлаг, остужают и, поместив в пластиковый пакет, отправляют в морозилку.

#### Сушёные перцы чили

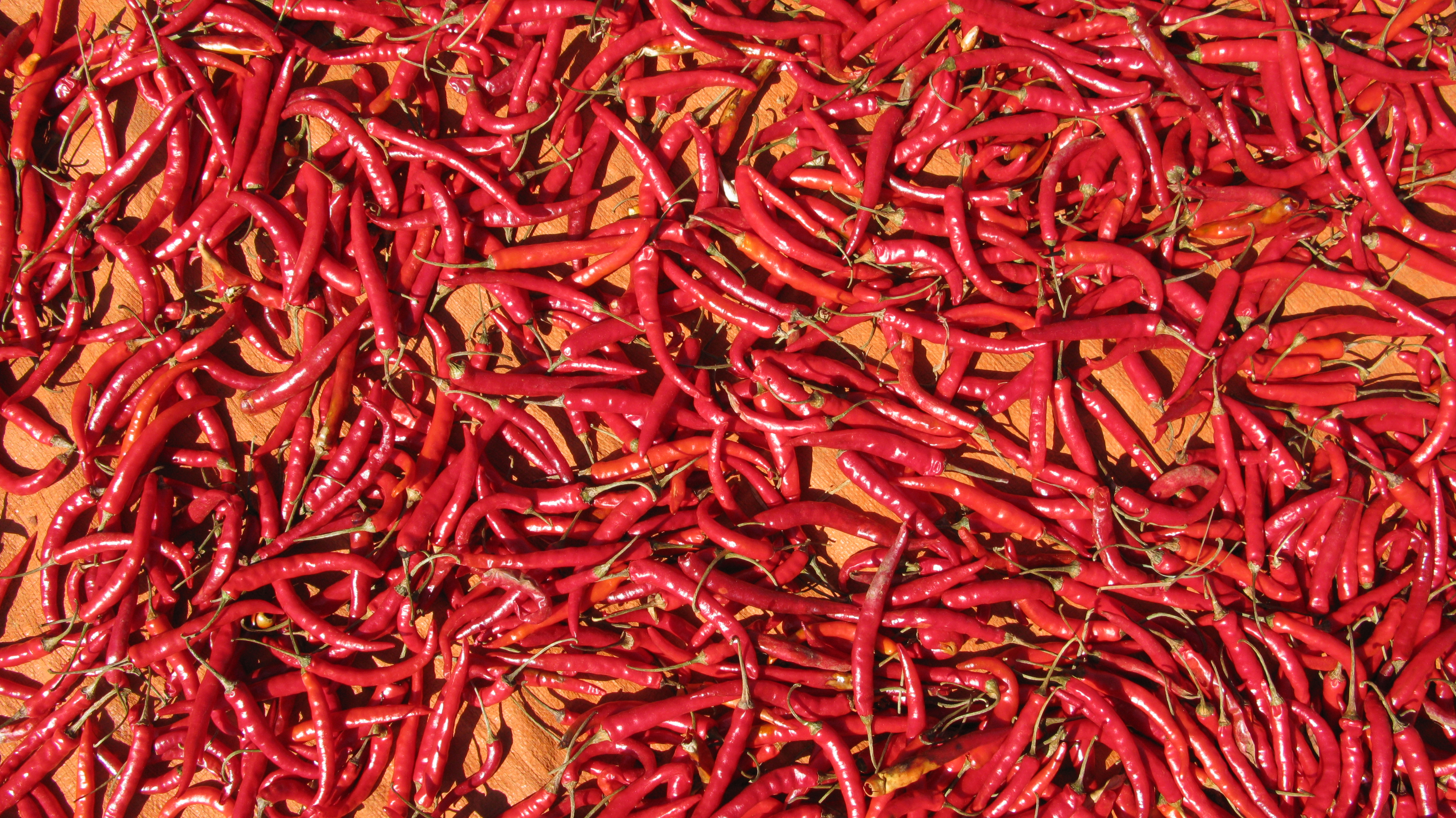
Сушка красного перца под солнцем, Мьянма

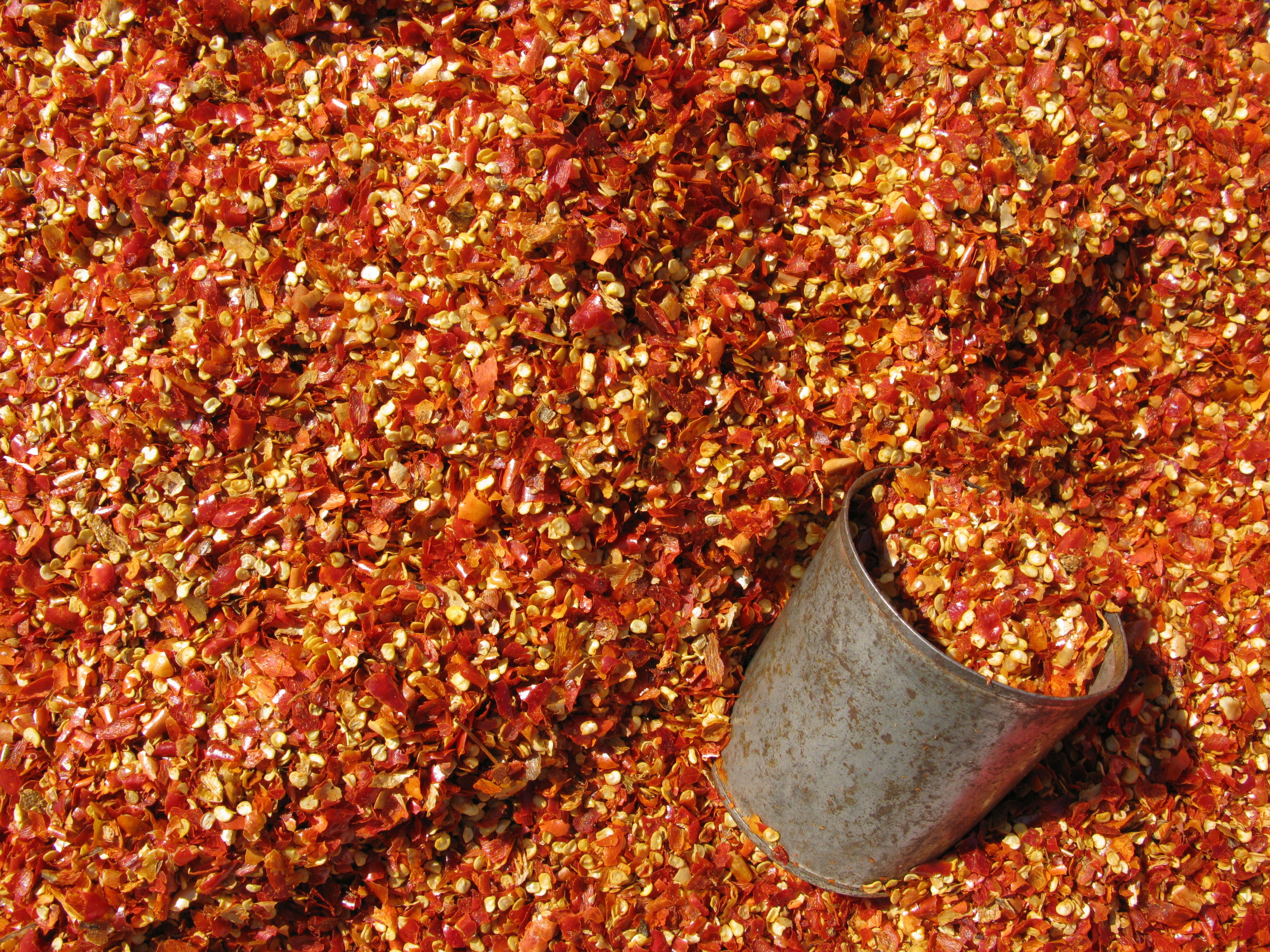
Высушеный красный перец (паприка), Мьянма

При сушке стручки приобретают более густые оттенки, от тёмно-красного до оранжево-красного. Обычно перец сушат на солнце, отчего плоды сморщиваются; затем их освобождают от чашечки и мелют. Так получают, например, кайенский перец, названный по имени города Кайенна, административного центра Французской Гвианы (владение Франции в Южной Америке). Красным (кайенским) перцем кормят краснофакторных канареек для улучшения окраса (птицы нечувствительны к остроте перца).
Также стручки перца можно подвесить в сухом месте и сохранять подвяленными всю зиму.
Большие сушёные перцы чили часто используются в мексиканской кухне — из них готовят знаменитые соусы. Перед этим высушенные плоды поджаривают для усиления вкуса и вымачивают в воде, а потом из этого настоя делают пюреобразную пасту.
Перед обжаркой и вымачиванием необходимо удалить из сушёного перца семена и светлые прожилки. Обжаривают перцы чили лишь слегка (1-2 минуты на предварительно разогретой сковороде или 2-3 минуты в духовке, раскалённой до 250 C/500 °F), иначе они становятся горькими. После этого их можно сразу смолоть в соус или же отправить вымачиваться.
Вымачивают сухие перцы чили так: их разламывают на части, удаляют семена и прожилки и заливают кипятком на 15 минут (большие перцы иногда приходится вымачивать дольше). После этого размягчённые перцы пропускают сквозь сито.
Для некоторых рецептов можно просто смолоть сушёный перец чили в электрической мельнице или кофемолке.

## Выращивание
Красный перец можно выращивать и в домашних условиях в цветочных горшках. Необходимое условие — регулярный полив с периодической подкормкой цветочной смесью.

## Применение в медицине
В медицине применяют только жгучие сорта перца кустарникового и перца однолетнего под названием плоды красного или стручкового перца (лат. Fructus Capsici).
Настойку из плодов применяют для возбуждения аппетита и улучшения пищеварения. В качестве местного раздражающего средства применяют сложноперцовый линимент и липкий перцовый пластырь.
Употребляют[кто?] красный перец при шоках всех видов, при сердечных приступах, при обморочных и коллаптоидных состояниях.
Исследование, опубликованное в издании «Cancer Research» в 2006 году, показало эффективность красного перца в борьбе с раковыми клетками.
Капсаициновая вытяжка из перца чили применяется в терапии мигрени.
Исследование, проведённое учёными из Университета Инсубрии в Варезе, показало, что у людей, регулярно употребляющих перец чили (4 раза в неделю или более), риск смерти от сердечного приступа был снижен на 40 %, а риск цереброваскулярной смерти был снижен более чем вдвое.